# Christie Lake
Christie Lake är en sjö i Kanada.   Den ligger i countyt Lanark County och provinsen Ontario, i den sydöstra delen av landet, 90 km sydväst om huvudstaden Ottawa. Christie Lake ligger 153 meter över havet. Arean är 6,0 kvadratkilometer. Den sträcker sig 4,1 kilometer i nord-sydlig riktning, och 4,7 kilometer i öst-västlig riktning.
I omgivningarna runt Christie Lake växer i huvudsak blandskog. Runt Christie Lake är det mycket glesbefolkat, med 5 invånare per kvadratkilometer.